# Еліні
Еліні (італ. Elini, сард. Elini) — муніципалітет в Італії, у регіоні Сардинія,  провінція Ольястра.
Еліні розташоване на відстані близько 340 км на південний захід від Рима, 85 км на північний схід від Кальярі, 11 км на захід від Тортолі, 3 км на північний захід від Ланузеі.
Населення — 566 осіб (2014).

## Демографія
Населення за роками:

Станом на 1 січня 2023 року в муніципалітеті офіційно проживало 6 іноземців з 4 країн, серед них 4 громадяни країн Євросоюзу.

## Сусідні муніципалітети
- Арцана
- Ільбоно
- Ланузеі
- Тортолі